# Kitajska novoletna grafika
Kitajska novoletna grafika (poenostavljena kitajščina: 年画; tradicionalna kitajščina: 年畫; pinjin: niánhuà) je vrsta tradicionalne kitajske ljudske umetnosti. Običajno jo uporabljajo za dekoracijo med kitajskim novim letom. Novoletna grafika ponavadi vsebuje živahne barve in prikazuje ljudsko veselje in pričakovanje novega leta. Tradicionalna kitajska novoletna grafika je natisnjena z lesorezom, zato je imenovana tudi »lesorezna novoletna grafika« (kitajsko: 木版年画/木版年畫 mùbǎn niánhuà).

## Zgodovina
Kitajska novoletna grafika se je pojavila v dinastiji Han (汉朝/漢朝; 206 pr. n. št.–220 n. št.) in se je razvila v dinastijah Tang (唐朝; 618–907) in Song (宋朝; 960–1279). Z napredovanjem tehnologije tiskanja v dinastiji Ming (明; 1368–1644) se je še razširila in bila zelo priljubljena v dinastiji Čing (清朝; 1636–1912).
Začetno obliko kitajske novoletne grafike predstavljajo slike menshen–božanstev vrat (门神/門神 ménshén), ki so se pojavili v dinastiji Han. Prvi podobi varuhov vrat sta božanstvi Shenshu (神荼 shēnshū) in Yulu (郁垒/郁壘 yùlǜ), ki so ju narisali na vrata, da bi odgnali zle duhove.
V dinastiji Tang podoba varuha vrat postane bolj okrašena, najpogosteje je upodobljen Zhongkui (钟馗/锺馗 Zhōngkuí). Ker so bile kitajske novoletne grafike večinoma ročne narisane, se v tem obdonju še niso povsem razvile.
V dinastiji Song se je kitajska novoletna grafika končno oblikovala in postala priznana kot posebna vrsta umetnosti, ki predstavlja ljudsko kulturo. V tem času se je kitajska novoletna grafika imenovala »papirnata slika« (纸画/紙畫 zhǐ huà). Delimo jo na dve vrsti: tiskana z lesorezom in ročno poslikana. Prva je imela za glavni motiv mitološkega bitja, druga je ljudsko življenje. V tem obdobju so se razvijale delavnice, ki se so ukvarjale z izdelavo »papirnate grafike«, zaradi česar se je kitajska novoletna grafika hitro razširila med ljudstvom. Kmalu je postala nepogrešljiv element praznovanj kitajskega novega leta. Najbolj znana kitajska novoletna grafika iz dinastije Song je Slika o kmetovanju in tkanju (耕织图/耕織圖 gēngzhī tú), ki jo je ustvaril slikar Lou Chou (楼俦/樓儔 lóu chóu).
V dinastiji Juan (kitajsko:元朝; 1271-1368) so kitajske novoletne grafike nadaljevale po tradicijo dinastije Song. Posebnost je je bila le, da so med motive vključili tudi tiste iz kitajske opere–Qu (元曲 yuánqǔ). Kitajska novoletna grafika iz tega obdobja  predstavlja predvsem ljudsko življenje na severnem delu Kitajske.

V dinastiji Ming se je kitajska novoletna grafika imenovala »nalepljena slika« (画贴/畫貼 huàtiē). Izdelava je prešla v zrelo obdobje. V tem času prevladuje tehnika tiskanja z lesorezom. Glavni motivi so bili veseli, na primer trojica priljubljenih bogov: bog sreče, poslovnega upseha in dolgoživosti (福禄寿/福祿壽 fú lù shòu).
Kitajska novoletna grafika je dosegla vrh v dinastiji Čing in je bila uradno poimenovana z dananšnjim imenom »novoletna slika«. Glavna motivi so prihajali iz številnih zgodovinskih zgodb, mitov in legend, opernih likov in romanov. Zaradi vpliva zahodnega slikarstva, so pri ustvarjanju novoletnih grafik uporabljali zahodne tehnike in vsebovali temo krajinskega ogleda. Pod vplivom različnih gibanj in grožnje vojne so se pojavile  teme, ki spodbujajo ljudi k enostnosti proti nasprotnikom ter reformacijo izobraževanja in podobno.
V obdobju Republike Kitajske (民国/民國 mínguó; 1912–1949), kitajske novoletne grafike ne samo prikazujejo tradicionalno ljudsko življenje, temveč tudi novo okolje kitajske družbe, zato so vsebine novoletne grafike bolj idealistične. V tem času prevlada strojno tiskanje, zato je tehnika tiskanja novoletne grafike z lesorezom počasi izgubila svoj pomen.
Novoletna grafika je v današnjem času imenovana »nova novoletna grafika« (新年画/新年畫 xīn niánhuà). Med kulturno revolucijo so tradicionalne kitajske novoletne grafike skoraj uničili, tehnika tiskanja z lesorezom pa je počasi izginjala. Da bi ohranili tradicionalno novoletno grafiko, so na Kitajskem leta 2003 tehnika tiskanja novoletne grafike z lesorezom uvrstil med kitajsko nesnovno kulturno dediščino.

## Teme
Glede na motive, ki jih upodabljajo nvoletne grafike, lahko ločimo štiri tematske sklope: nadnaravno bitje in simboli, ljudsko življenje, otrok in lepota  ter zgodba in legenda.

#### Nadnaravno bitje in simboli
To je osnovna tematika novoletnih grafik in glavni motiv zgodnjih novoletnih grafik, ki prikazujejo podobe raznih nadaravnih bitij oziroma božanstev, kot so bog bogastva (财神/財神 cáishén), bog zemlje (土地公 tǔdì gōng), ognjišča (灶神 zàoshén) in podobna božanstva. V ta sklop sodijo tudi upodobitve zmaja, tigra, feniksa, lotusa in drugih živali ter rastlin, ki simbolizirajo bogastvo, srečo in lepe želje.

#### Ljudsko življenje
Grafike s to tematiko predstavljajo ljudsko življenje na Kitajskem. Ljudski umetniki kažejo resnično življenje s svojimi lastnimi opažanji in občutki. Podobe vključujejo kmetovanje, praznične običaje in podobne ljudske zadeve.

#### Otrok in lepota
Ta tematika obsega velik del novoletnih grafik, saj sporoča dobre želje, na primer rojstvo sina, vesel zakon med pari in podobno. Med motivii najpogosto uporabljajo podobo debelega otroka, ki jo imenujejo »srečen otrok« (福娃 fúwá).

#### Zgodba in legenda
Motivi iz tega sklop prihajajo iz zgodovinskih dogodkov, ljudskih zgodb, legendah, romanov ter dram. Zgodbe, ki se širijo v ljudstvu z ustnim ali pisnim izročilom, so večinoma polepšane. Ta oblika služiti tudi širjenju tradicionalnih kitajskih idej v družbi.

## Tradicionalni način izdelave
Za tradicionalne kitajske grafike so značilne preproste linije in živahe barve. Za njihovo izdelavo uporabljajo različne tehnike: ročno risanje, tiskanje z lesorezi, ter pol tiskanja in pol ročnega risanja. Najbolj priljubljen način je tiskanje z lesorezi, ki je ponavadi sestavljajo iz štirih korakov:
1. priprava skice na papirju;
2. vrezovanje skice na leseno ploščo in tiskanje vzorcev s črnilom;
3. dodajanje barve vzorcu in vrezovanje lesene plošče za vse barve;
4. tiskanje slike na osnovni plošči in na barvni plošči.

## Znani kraji izdelave
Pod vplivom okoliščinvso se oblikovali različni slogi kitajske novoletne grafike. Najbolj znane so grafike iz krajine Yangliuqing (杨柳青/楊柳青) v bližini Tjandžina (天津), Taohuawu (桃花坞/桃花塢) pri mestu Suzhou (苏州/蘇州), Yangjiabu (杨家埠/楊家埠) pri mestu Shandong Weifang (山东潍坊/山東濰坊), ter iz kraja Mianzhu (绵竹/綿竹) v provinci Sečuan (四川) , ki jih imenujejo »štiri znane novoletne grafike« (四大年画/四大年畫 sì dà niánhuà).
1. Kitajska novoletna grafika iz kraja Yangliuqing
Kitajska novoletna grafika iz kraja Yangliuqing ima več kot 600 let tradicije. Predstavlja ljudsko življenje severnega dela Kitajske. Način izdelave je kombiniran, saj uporabljajo tiskanje z lesorezom in ročno risanje. Zato se je oblikoval poseben slog, ki vsebuje barvitost iz ročnega dela in linje iz tiskanja. Teme so večinoma legende, lepota in  srečen otrok.
2.  Kitajska novoletna grafika iz kraja Taohuawu
Ta vrsta kitajske novoletne grafike je pomembena predstavnica južne kitajske novoletne grafike. Izvira iz tehnike graviranega tiskanja v dinastiji Song. Slog je enostaven in vsebuje fine linije. Glavne teme so ljudsko življenje, zgodbe  in cvetje na jugu Kitajske.
3. Kitajska novoletna grafika iz kraja Yangjiabu
Ta vrsta kitajske novoletne grafike izvira iz dinastije Ming, način izdelave pa je tradicionalni ročni način. Slog je preprost z debelo linijo in živahno barvo. Vsebujejo zelo različne teme, najpogostejša pa je praznovanje praznikov.
4. Kitajska novoletna grafika iz kraja Mianzhu
Ta vrsta vrsta kitajske novoletne grafike izvira iz dinastije Severni Song. Vsebuje veliko etničnih in lokalnih značilnosti. Slika je sestavljena simetrično, je popolnoma barvita in jasno razlikuje glavni in stranski del. Glavne teme so junaki iz zgodovine in legend.